# Artscribe
Artscribe (po roce 1986 Artscribe International) byl britský časopis specializovaný na současné umění. Vycházel od roku 1976 jednou za dva měsíce. Zakládajícím editorem byl Ben Jones, spolu s ním u zrodu stál kritik a malíř James Faure Walker. Jones od magazínu po několika letech odešel, aby se mohl soustředit na vlastní uměleckou činnost. Primárním důvodem pro založení časopisu bylo ukázat veřejnosti moderní britské a americké abstraktní malířství a sochařství. Mezi přispěvatele patřili Adrian Searle a Stuart Morgan. Walker odstoupil v roce 1983. Od té doby časopis vedl kritik Matthew Collings, který ve funkci šéfredaktora zůstal do roku 1987. Časopis Artscribe přestal vycházet v lednu 1992.